# Ванча Вас
Ванча Вас (словен. Vanča vas) — поселення в общині Тишина, Помурський регіон, Словенія. Висота над рівнем моря: 195,9 м.